# OnlyFans
OnlyFans(상호: Fenix International Limited)는 잉글랜드 런던에 본사가 있는 구독자 전용 서비스 웹사이트이다. 콘텐츠 제작자는 자신의 콘텐츠를 구독하는 사용자인 "팬"으로부터 수익을 올릴 수 있다. 성 노동자들에게 인기가 있으며, 피트니스 전문가와 음악가와 같은 다른 장르의 콘텐츠 제작자들도 많이 게시글을 올린다. 이를 통해 콘텐츠 제작자는 매월 팬으로부터 직접 자금을 받을 수 있을 뿐만 아니라 페이퍼뷰 기능을 사용할 수 있다.
콘텐츠 제작자의 구독자 (팬)는 월 회비를 내며 구독한 곳의 콘텐츠를 볼 수 있다. 회사는 수집된 수수료의 80%를 콘텐츠 제작자에게 지불하고 나머지 20%는 OnlyFans가 보유한다.

## 사용자
포르노그래피는 허용되기 때문에 주로 웹사이트는 주로 포르노계에서 사용되며, 셰프, 피트니스 전문가, 음악가 등에게도 사용된다.

## 같이 보기
- 챗룰렛
- Patreon
- Pornhub